# Anne Marie Ottersen
Anne Marie Ottersen, född 29 april 1945 i Norge, är en norsk skådespelare.

## Filmografi (urval)
- 1973 - Någonstans i Sverige
- 1977 – Den tysta majoriteten
- 1988 - Polisen som vägrade ta semester
- 1990 - Fredrikssons fabrik